# 博兰 (北部省)
博兰（法語：Beaurain，法語發音：[boʁɛ̃]）是法国上法蘭西大區北部省的一个市镇，属于康布雷区。

## 地理
博兰（50°10'46"N, 3°33'6"E）面积1.01 平方千米，位于法国上法蘭西大區北部省，该省份为法国最北部的省份及最长的省份，西北濒北海，西接加来海峡省，南至埃纳省和索姆省，东与比利时接壤。
与博兰接壤的市镇（或旧市镇、城区）包括：罗姆里、索莱姆、旺德日欧布瓦。

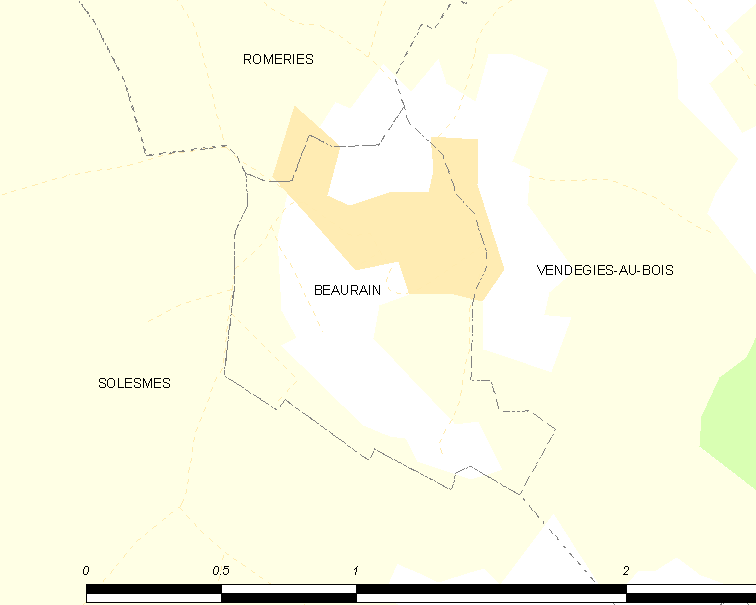
的OSM定位图

博兰的时区为UTC+01:00、UTC+02:00（夏令时）。

## 行政
博兰的邮政编码为59730，INSEE市镇编码为59060。

## 政治
博兰所属的省级选区为科德里县。

## 人口

1962-2008年间人口变化图示

博兰于2022年1月1日时的人口数量为233人。